# Rio dei Greci
Le rio dei Greci (canal des Grecs) est un canal de Venise dans le sestiere de Castello.

## Origine
Après les victoires d'Orhan, Murad Ier et Bayezid Ier, de nombreux Grecs migrèrent entre 1400 et 1437 à Venise. Une seconde vague suivit en 1453 après la chute de Constantinople sous Mehmed II. Il fut alors ordonné que tous les Grecs devaient célébrer leurs offices en la chapelle Sainte-Ursule près de San Zanipolo et ensuite en l'église San Biagio.
Les Grecs acquièrent alors en 1526 une parcelle de terre dans la paroisse de Sant'Antonino pour y construire un sanctuaire dédié à Saint-Georges Martyr de 1539 à 1573 et consacré en 1564.

## Description
Le rio dei Greci a une longueur de 207 mètres. Il prolonge le rio di San Lorenzo à partir du ponte dei Greci vers le sud pour rejoindre le bassin de San Marco.

## Situation
- Ce rio débouche dans le bassin de San Marco sous le ponte Selpolcro, partie du Riva degli Schiavoni, à côté de l'église Santa Maria della Pieta ;
- Il longe :
  - l'Église San Giorgio dei Greci, de rite orthodoxe et son musée des peintures sacrées byzantines;
  - le couvent de l'église San Zaccharia.
- Il se prolonge dans le rio di San Lorenzo au ponte dei Greci, tandis qu'à sa gauche part le rio di San Provolo.

## Ponts
Il est traversé par deux ponts :
- au sud, le Ponte de la Pietà sur le Riva degli Schiavoni. Il aurait été érigé en 1333 et s'appela à l'origine ponte della Madonna ;
- au nord, le Ponte dei Greci entre Calle de la Madonna et Fondamenta de l'Osmarin.

## Images

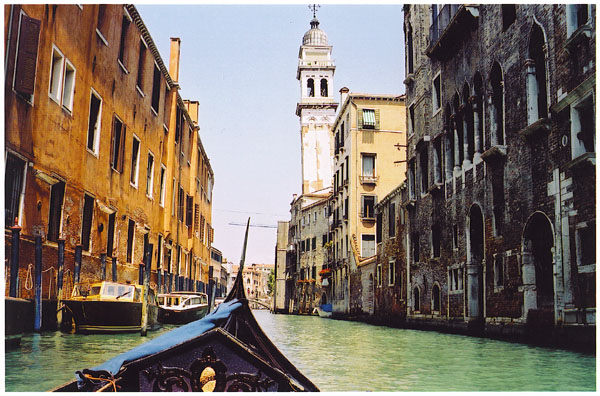
Le rio vu du sud.
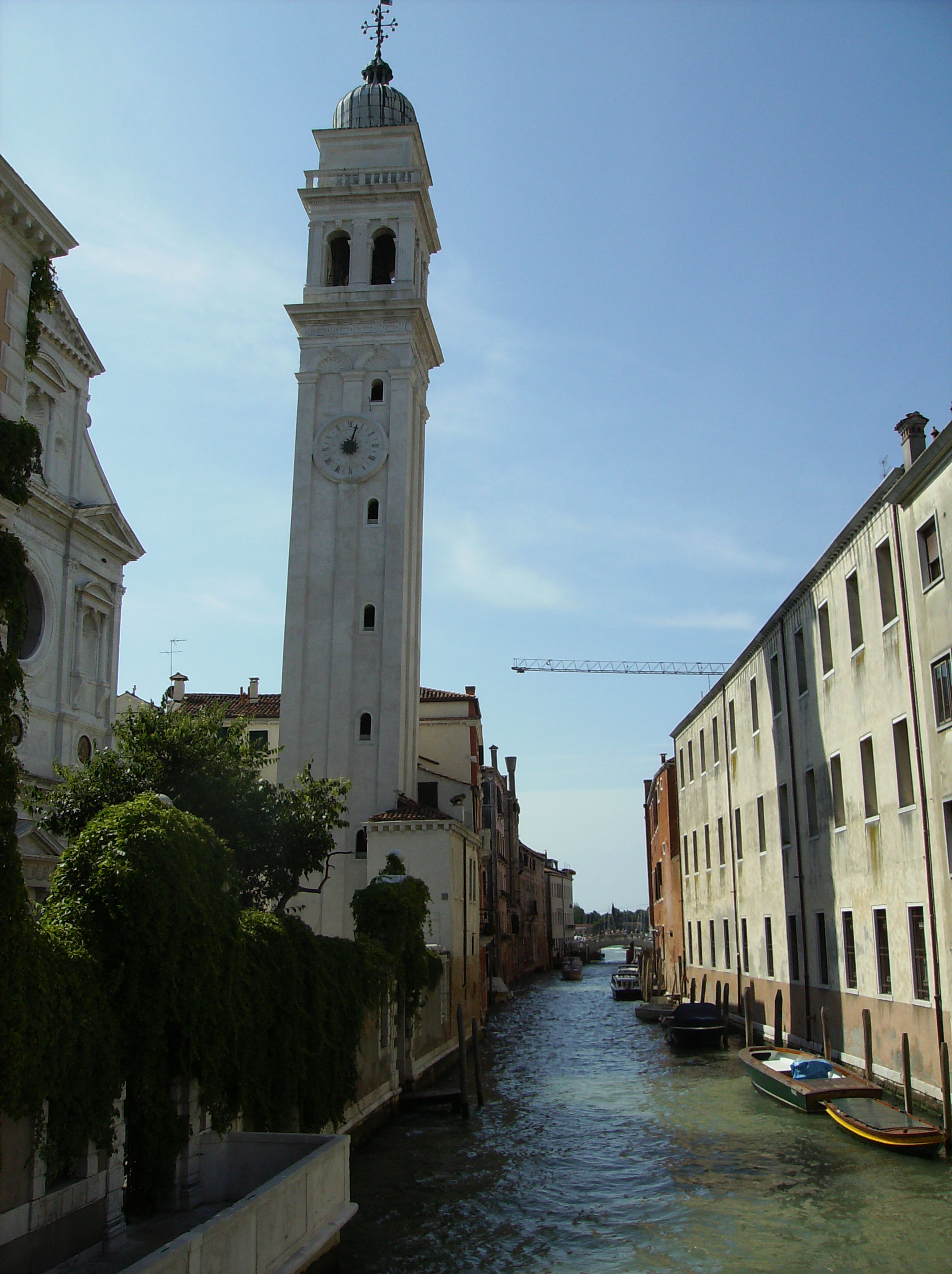
Le rio vu du nord.
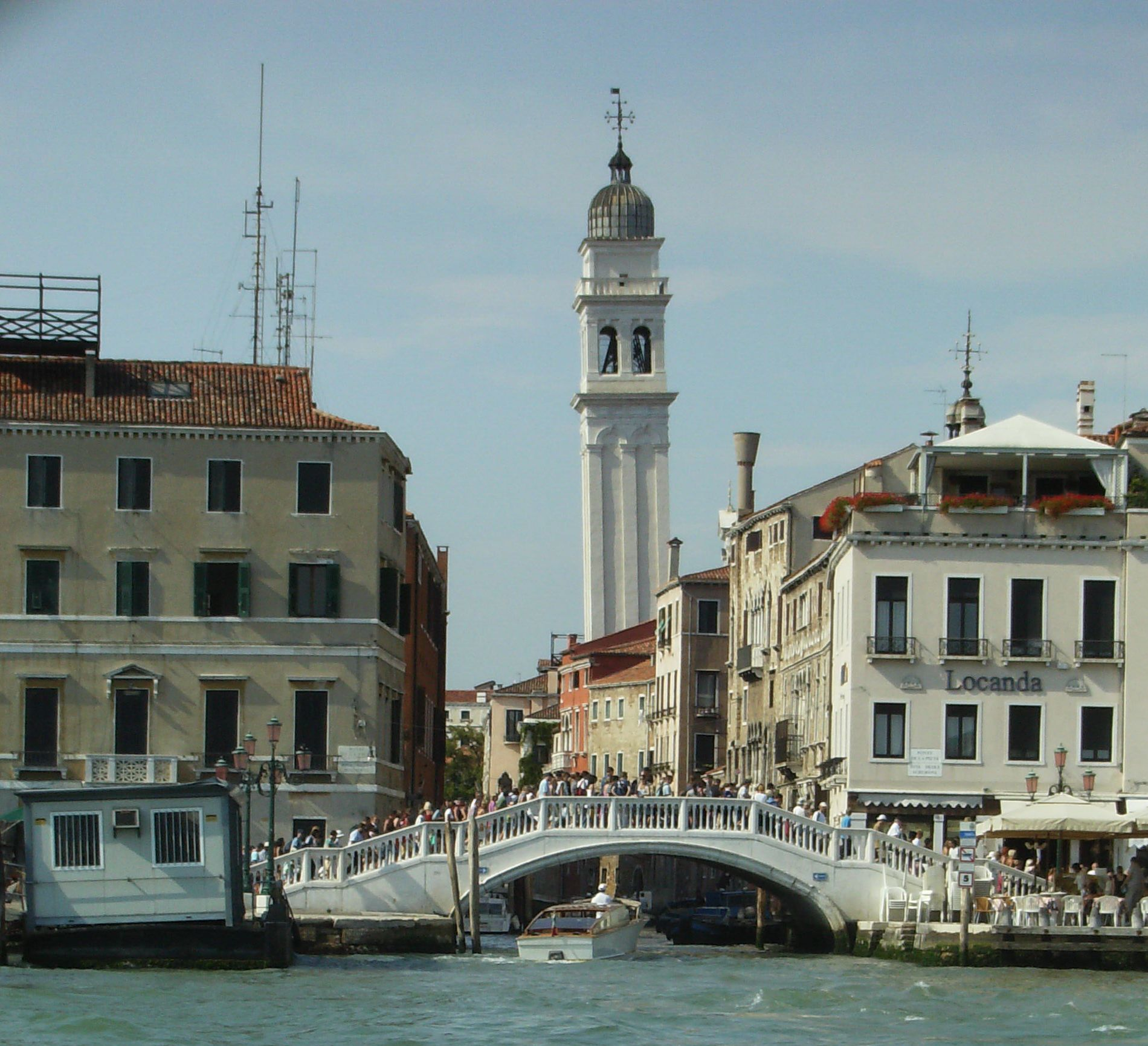
Le ponte de la Pieta.